# Jennifer Aspen
Jennifer Aspen (* 9. Oktober 1973 in Richmond, Virginia) ist eine US-amerikanische Schauspielerin. Bekannt ist sie für die Rolle der Ehefrau und Mutter in der Fernsehserie Rodney.

## Leben
Jennifer Aspen wurde in Richmond, Virginia geboren und lebt in Los Angeles.
An der UCLA School of Theater, Film and Television erhielt sie den Bachelor of Theater; ihr erster Bühnenauftritt war in The Lion in Winter.
2006 heiratete Aspen David O’Donnell. Sie ist Mitglied von Scientology.

## Filmografie (Auswahl)
- 1995: Silver Girls (Hope & Gloria, Fernsehserie, eine Folge)
- 1995: Beverly Hills, 90210 (Fernsehserie, eine Folge)
- 1995: Eine schrecklich nette Familie (Fernsehserie, eine Folge)
- 1996: Die Brady Family 2 (A Very Brady Sequel)
- 1996: Manchmal kommen sie wieder II (Sometimes They Come Back … again)
- 1998–2000: Party of Five (Fernsehserie, 35 Folgen)
- 2001: Bob Patterson (Fernsehserie, fünf Folgen)
- 2002: King of Queens (The King of Queens, Fernsehserie, eine Folge)
- 2002–2010: CSI: Den Tätern auf der Spur (CSI: Crime Scene Investigation, Fernsehserie, zwei Folgen, verschiedene Rollen)
- 2004: Come to Papa (Fernsehserie, vier Folgen)
- 2004: The Ranch (Fernsehfilm)
- 2004–2006: Rodney (Fernsehserie, 44 Folgen)
- 2006: Grey’s Anatomy (Fernsehserie, eine Folge 3x10)
- 2008: Criminal Minds (Fernsehserie, eine Folge)
- 2009: Glee (Fernsehserie, vier Folgen)
- 2011: Private Practice (Fernsehserie, eine Folge)
- 2012: Harry’s Law (Fernsehserie, eine Folge)
- 2012: GCB (Fernsehserie, zehn Folgen)
- 2012: Monster gegen Mädchen (Girl vs. Monster, Fernsehfilm)
- 2013: Two and a Half Men (Fernsehserie, eine Folge)
- 2013: Franklin & Bash (Fernsehserie, eine Folge)
- 2015: Scream Queens (Fernsehserie, eine Folge)
- 2016: The Night Shift (Fernsehserie, zwei Folgen)
- 2017: Nicky, Ricky, Dicky & Dawn (Fernsehserie, eine Folge)
- 2018: Sharp Objects (Fernsehserie, vier Folgen)
- 2018: 9-1-1: Notruf L.A. (9-1-1, Fernsehserie, zwei Folgen)
- 2018: The Good Doctor (Fernsehserie, eine Folge)